# Provenceposten
Provenceposten var et dansksproget månedsmagasin, der blev udgivet i perioden januar 2005 – december 2008. 
Magasinet udkom i et oplag på 3.000, 10 gange årligt, og blev udgivet af Harboell Communications SARL, et fransk anpartsselskab med Bjørn Harbøll som direktør. 
Der var cirka 1000 faste abonnenter, og magasinet kunne desuden købes i udvalgte butikker i Danmark. Endelig blev det distribueret gratis i fx lufthavne, til arrangementer osv. 
Målgruppen var danskere, der enten var bosat eller ejede en ferielejlighed i Provence i Sydfrankrig. Typiske emner var byerne i området, jura omkring pension og skat i Frankrig, begivenheder og events etc. Dertil var der en brevkasse, hvor forskellige eksperter – advokater, ejendomsmæglere, notarer og lignende, besvarede læsernes spørgsmål. 
Via ProvencePostens læserklub kunne danskere deltage i forskellige aktiviteter, som rundvisning på en bifarm, vinsmagning etc.
Magasinet ophørte, da finanskrisen omkring årsskiftet 2008/2009 gjorde annoncemarkedet i Danmark såvel som i Frankrig ustabilt, og mediets primære indtægtskilde dermed forsvandt.